# 藤丸真世
藤丸 真世（ふじまる みちよ、1979年4月6日 - ）は、東京都調布市出身のアーティスティックスイミング選手である。2004年アテネオリンピックではシンクロナイズドスイミングで銀メダリストとなった。

## 来歴
3歳から名門アクラブ調布（当時は金子スイミングスクール）にて水泳を始めた。7歳のとき、母親の勧めでシンクロコースへ進んだ。小学生時代のジュニアオリンピックでは、12歳以下でソロ・デュエット・チームの各部門で優勝し、13－14歳の間もソロ3連覇を果たし、当時の最優秀選手として受賞した。1995年に、アメリカンカップ・デュエットで2位となった後は、1995年〜1997年に国民体育大会で東京都代表（デュエット）となっている。1996年には、ドイツジュニアワールド代表に選出された。1997年〜1999年には、スイスオープンでデュエット2位、チーム2位となっており、同年のドイツオープンでは1位に輝いた。2001年　福岡世界水泳では、日本代表チームとして銀メダリストを獲得した。2003年のバルセロナ世界水泳では、コンビネーション部門で金メダリストとなった。同大会のチーム部門では、銀メダリストとなった。
その後、日本体育大学を卒業しており、日本体育大学大学院修士課程に進学し、スポーツ史を学び修士号を取得している。フジテレビの『ジャンクSPORTS』に出演し、シンクロの楽しさと練習の厳しさを伝えてきた。2005年度には、東京消防庁の危険物安全週間啓発用ポスター（シンクロソロ姿のドアップ）のモデルに採用され、災害の未然防止、危険物に関する知識の普及に貢献したことで東京消防庁総監から感謝状を贈られた（日体大大学院1年次）。同じく、大学院の在籍時には山野美容芸術短期大学にて非常勤講師を務めた。
大学院修士課程修了後の2006年にはTBSテレビに入社し、当時の様子が『明石家さんちゃんねる』にて2007年6月に放映された。TBS「ひるおび」でもシンクロの解説として出演した他、五輪の経験を生かし、講演活動や、水泳指導なども行い水泳やシンクロの楽しさを伝えている。2020東京オリンピック・パラリンピック競技大会組織委員会ではメディア委員をつとめた。
流通経済大学スポーツコミュニケーション学科非常勤講師、日本スポーツ振興センター助成審査委員、日本スポーツ協会女性スポーツ委員などをつとめている。